# رود رد شمال

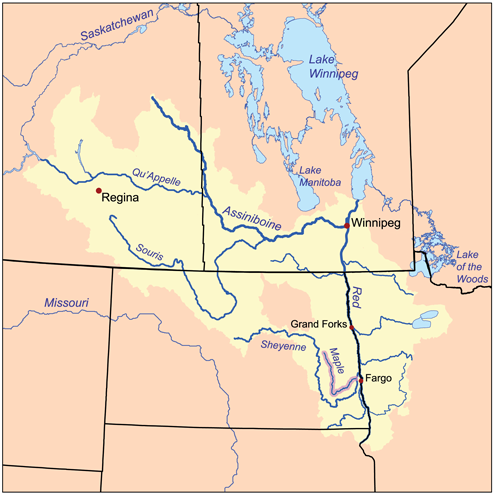

رد ریور (به انگلیسی: Red River of the North) یا رود قرمز شمال، پست‌ترین نقطهٔ ایالت داکوتای شمالی در آمریکا می‌باشد.